# Paracuneus
Paracuneus là một chi ốc biển, là động vật thân mềm chân bụng sống ở biển thuộc họ Drilliidae.

## Các loài
Các loài thuộc chi Paracuneus bao gồm:
- Paracuneus immaculata (Tenison-Woods, 1876)[2]
- Paracuneus kemblensis Laseron, 1954[3]
- Paracuneus platystoma (Smith E. A., 1877)[4]
- Paracuneus spadix (Watson, 1886)[5]